# Slowenische Eishockeyliga 1994/95
Die Saison 1994/95 war die vierte Austragung der slowenischen Eishockeyliga nach der Unabhängigkeitserklärung Sloweniens von Jugoslawien. Sie wurde mit sieben Mannschaften ausgetragen. Titelverteidiger war der HK Jesenice, der jedoch im Finale erstmals dem HDD Olimpija Ljubljana unterlag.

## Teilnehmerfeld und Modus
Das Teilnehmerfeld blieb im Vergleich zum Vorjahr unverändert. Ebenso blieb der Modus bestehen, da während der Saison 1994/95 auch die Austragung der Alpenliga zugunsten eines europäischen Ligacups ausgesetzt worden war. Gespielt wurde ein Grunddurchgang in Form einer einfachen Hin- und Rückrunde. Danach wurde das Teilnehmerfeld aufgespalten: die vier bestplatzierten Teams spielten eine weitere einfache, die letzten drei Mannschaften eine doppelte Hin- und Rückrunde aus. Nach den Platzierungen der ersten Phase wurden Bonuspunkte verteilt, die Tabelle aus der ersten Phase der Meisterschaft wurde weitergeführt.
Es folgten Playoffs mit Halbfinale und Finale im Modus Best of Seven. Ebenso wurden die weiteren Platzierungen ausgespielt.

## Grunddurchgang
Den Grunddurchgang konnte der HDD Olimpija Ljubljana zum zweiten Mal seit Bestehen der Liga für sich entscheiden, dichtauf gefolgt von Titelverteidiger HK Jesenice. Der HK Bled und der HK Celje, der im Jahr zuvor den Grunddurchgang gewonnen hatte, landeten punktegleich auf den Rängen drei und vier und hatten bereits einen deutlichen Abstand auf die Schlusslichter der Tabelle vorzuweisen. Dem HK Slavija gelang es auch im vierten Anlauf nicht, ein Spiel zu gewinnen. Die Mannschaft landete damit mit null Punkten abgeschlagen auf dem letzten Platz.
| Platz | Team                   | Punkte | Spiele | S  | U | N  | Tore   | TVH  |
| ----- | ---------------------- | ------ | ------ | -- | - | -- | ------ | ---- |
| 1     | HDD Olimpija Ljubljana | 22     | 12     | 11 | 0 | 1  | 106:22 | +84  |
| 2     | HK Jesenice            | 20     | 12     | 10 | 0 | 2  | 90:30  | +60  |
| 3     | HK Bled                | 15     | 12     | 7  | 1 | 4  | 78:35  | +43  |
| 4     | HK Celje               | 15     | 12     | 7  | 1 | 4  | 68:36  | +32  |
| 5     | HDK Stavbar Maribor    | 6      | 12     | 3  | 0 | 9  | 46:82  | −36  |
| 6     | HK Triglav             | 6      | 12     | 3  | 0 | 9  | 45:60  | −15  |
| 7     | HK Slavija Ljubljana   | 0      | 12     | 0  | 0 | 12 | 14:182 | −168 |

### Zwischenrunde
Die Zwischenrunde brachte keine fundamentalen Änderungen mehr. Dem HK Celje gelang es jedoch, den HK Bled in der Tabelle noch zu überholen. Die Mannschaft musste danach jedoch aus finanziellen Gründen den Spielbetrieb einstellen und konnte die Saison nicht beenden. In der unteren Gruppe überholte der HK Triglav noch das Team aus Maribor.
| Obere Gruppe | Obere Gruppe           | Obere Gruppe | Obere Gruppe | Obere Gruppe | Obere Gruppe | Obere Gruppe | Obere Gruppe | Obere Gruppe |
| Platz        | Team                   | Punkte       | Spiele       | S            | U            | N            | Tore         | TVH          |
| ------------ | ---------------------- | ------------ | ------------ | ------------ | ------------ | ------------ | ------------ | ------------ |
| 1            | HDD Olimpija Ljubljana | 35 (3)       | 18           | 16           | 0            | 2            | 165:33       | +26          |
| 2            | HK Jesenice            | 27 (2)       | 18           | 12           | 1            | 5            | 112:54       | +48          |
| 3            | HK Celje               | 21 (0)       | 18           | 10           | 1            | 7            | 76:85        | −9           |
| 4            | HK Bled                | 17 (1)       | 18           | 8            | 0            | 10           | 78:85        | −7           |

| Untere Gruppe | Untere Gruppe       | Untere Gruppe | Untere Gruppe | Untere Gruppe | Untere Gruppe | Untere Gruppe | Untere Gruppe | Untere Gruppe |
| Platz         | Team                | Punkte        | Spiele        | S             | U             | N             | Tore          | TVH           |
| ------------- | ------------------- | ------------- | ------------- | ------------- | ------------- | ------------- | ------------- | ------------- |
| 5             | HK Triglav          | 19 (1)        | 16            | 9             | 0             | 7             | 79:44         | +35           |
| 6             | HDK Maribor Stavbar | 10 (2)        | 16            | 4             | 0             | 12            | 47:109        | −62           |
| 7             | HK Slavija          | 0 (0)         | 16            | 0             | 0             | 16            | 25:178        | −153          |

## Playoffs
Während die Laibacher sich souverän in vier Spielen gegen den HK Bled durchsetzten, musste die Serie des HK Jesenice gegen den HK Celje strafverifiziert werden, womit Jesenice praktisch automatisch für das Finale gesetzt war. Die Neuauflage der in den letzten Jahren äußerst spannenden und engen Finalserien zwischen den beiden Mannschaften verlief diesmal trotz zweier Auftaktsiege des HK Jesenice am Ende recht einseitig zugunsten der Laibacher, die mit vier Siegen in Folge erstmals den Titel des slowenischen Meisters gewinnen konnten.
Wie das Halbfinale wurde auch die Serie um Platz drei, in der Celje gegen Bled hätte antreten sollen, zugunsten des HK Bled strafverifiziert. Die Serie um Platz fünf konnte der HK Triglav mit vier Siegen und vier Spielen für sich entscheiden. Für den HK Slavija blieb nach vier weiteren Niederlagen ein einziger erzielter Punkt, der jedoch lediglich ein Bonuspunkt war und nicht aus einem Unentschieden stammte.

### Halbfinale
- HDD Olimpija Ljubljana (1) – HK Bled (4): 4:0 (6:1, 3:1, 4:2, 6:2)
- HK Jesenice (2) – HK Celje (3): zugunsten des HK Jesenice strafverifiziert

### Finale
- HDD Olimpija Ljubljana (1) – HK Jesenice (2): 4:2 (3:4, 0:1, 5:1, 4:3 n. V., 6:4, 5:1)

### Serie um Platz drei
Die Serie des HK Bled gegen den HK Celje wurde zugunsten des HK Bled strafverifiziert.

### Serie um Platz fünf
| Platz | Team                | Punkte | Spiele | S | U | N | Tore  | TVH |
| ----- | ------------------- | ------ | ------ | - | - | - | ----- | --- |
| 5     | HK Triglav          | 11 (3) | 4      | 4 | 0 | 0 | 40:6  | +34 |
| 6     | HDK Stavbar Maribor | 6 (2)  | 4      | 2 | 0 | 2 | 24:24 | 0   |
| 7     | HK Slavija Jata     | 1 (1)  | 4      | 0 | 0 | 4 | 9:43  | −34 |

## Statistik
| Platz | Spieler              | Team     | G  | A  | Pts |
| ----- | -------------------- | -------- | -- | -- | --- |
| 1     | Kraig Nienhuis       | Olimpija | 51 | 40 | 91  |
| 2     | Alexander Roschkow   | Bled     | 40 | 26 | 66  |
| 3     | Pavel Kadykow        | Bled     | 19 | 44 | 63  |
| 4     | Toni Tišlar          | Olimpija | 32 | 28 | 60  |
| 5     | Sergei Powecherowski | Celje    | 29 | 29 | 58  |
| 6     | Nik Zupančič         | Olimpija | 32 | 24 | 56  |
| 7     | Igor Rasko           | Celje    | 30 | 26 | 56  |
| 8     | Ildar Rahmatuljin    | Jesenice | 36 | 17 | 53  |
| 9     | Štefan Škvraka       | Triglav  | 24 | 29 | 53  |
| 10    | Tomaž Vnuk           | Olimpija | 26 | 26 | 52  |

## Kader des slowenischen Meisters
| Slowenischer Meister HDD Olimpija Ljubljana | Torhüter: Verteidiger: Alain Côté, Bojan Zajč, Andrej Brodnik Angreifer: Jaka Avgustinčič, Kimbi Daniels, Ivo Jan, Ed Kastelic, Dejan Kontrec, Kraig Nienhuis, Toni Tišlar, Jure Vnuk, Tomaž Vnuk, Luka Žagar, Nik Zupančič Cheftrainer: |

## Meisterschaftsendstand
1. HDD Olimpija Ljubljana
2. HK Jesenice
3. HK Bled
4. HK Celje
5. HK Triglav
6. HDK Stavbar Maribor
7. HK Slavija